# 都會駅

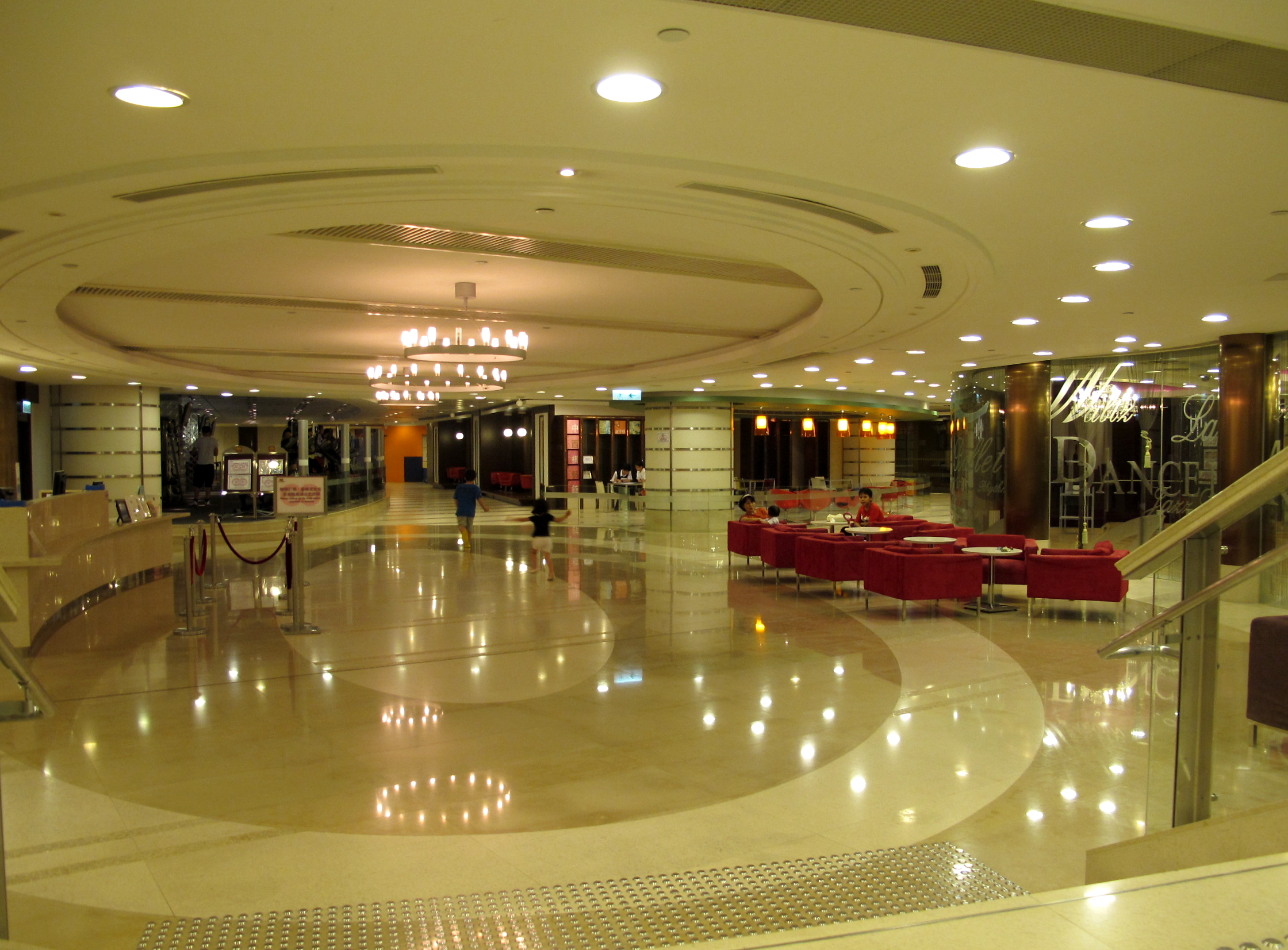
都會駅會所

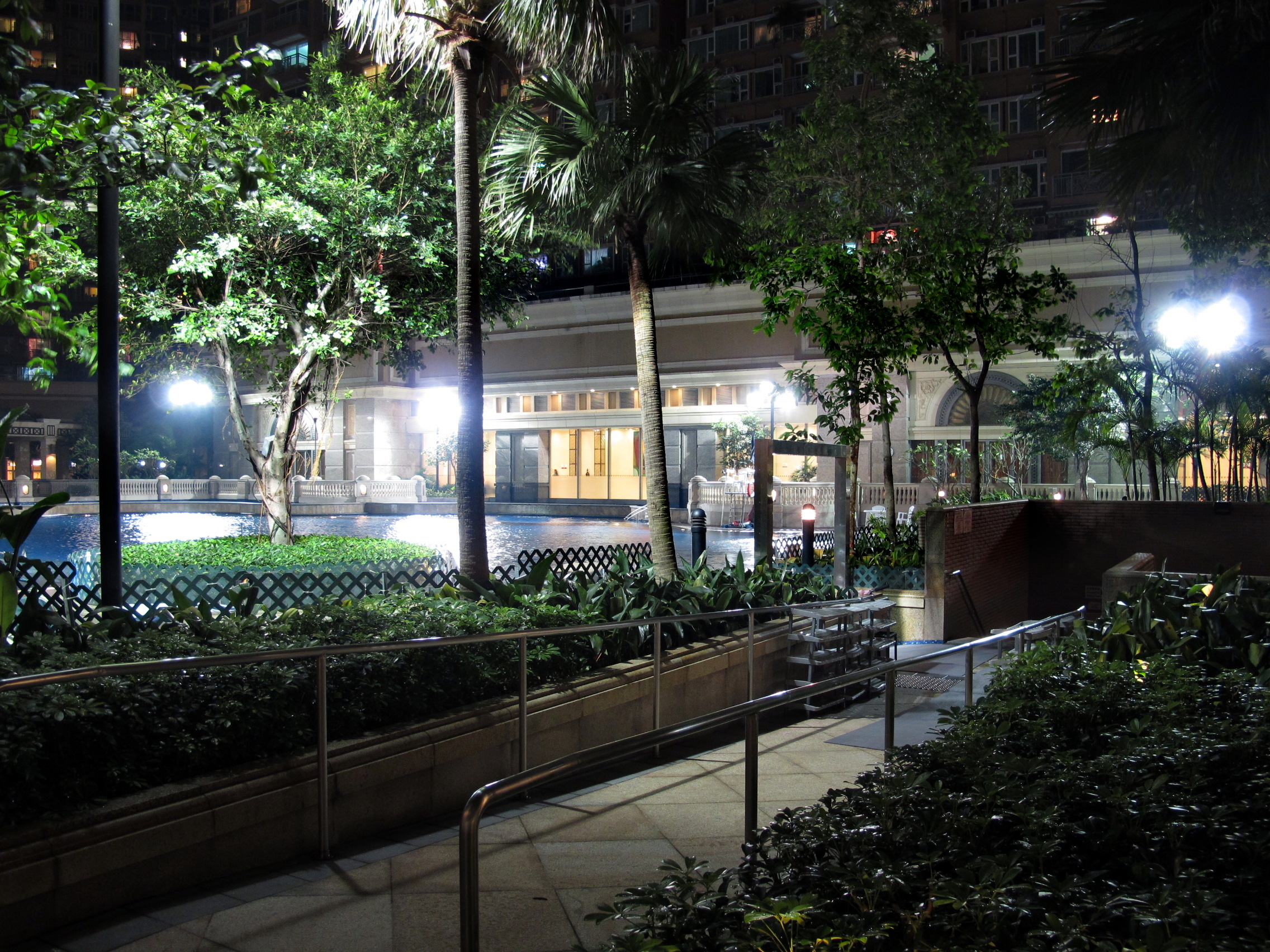
都會駅平台

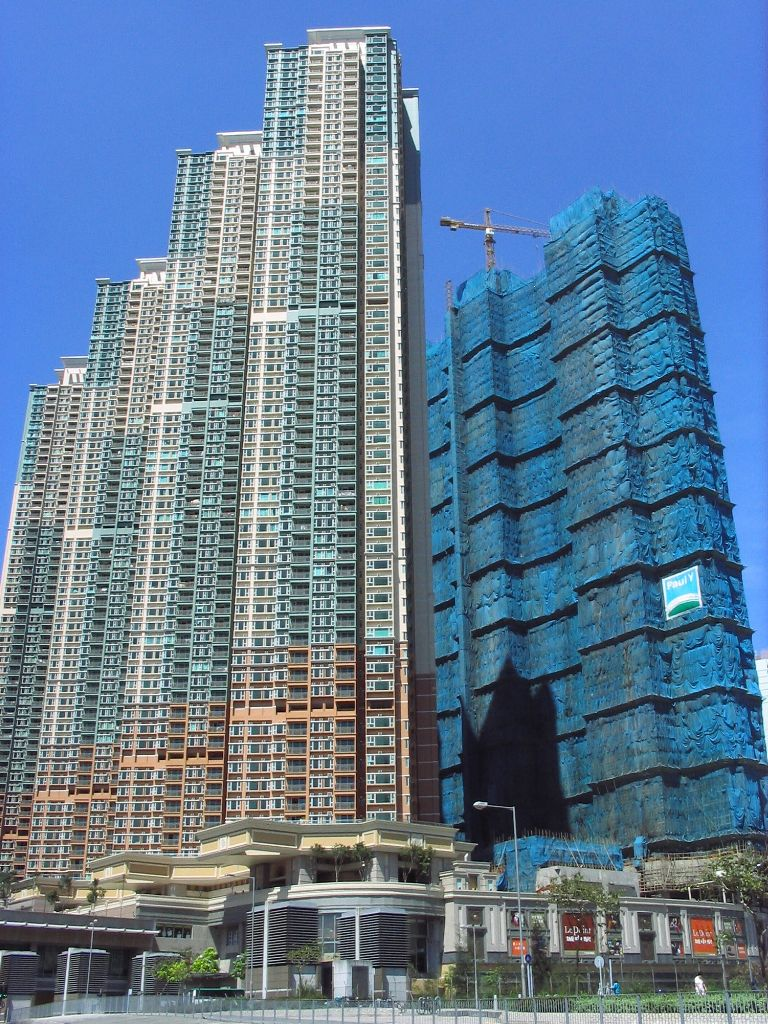
都會駅（圖左）及興建中的城中駅（2007年4月）

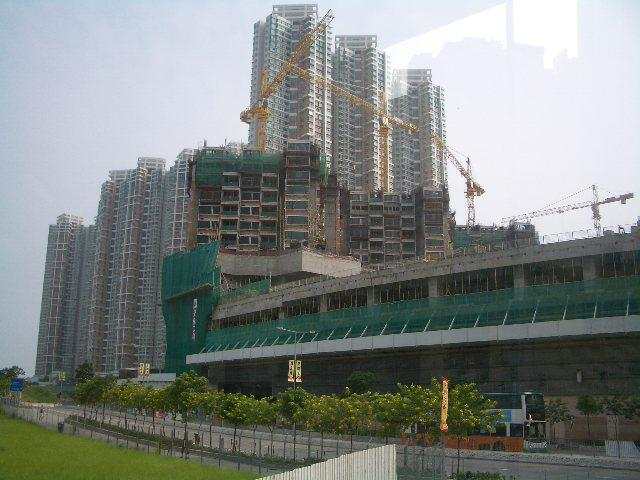
興建中的都會駅（2004年）

都會駅（第一期）、城中駅（第二期）（英語：Metro Town and Le Point），是一個位於香港新界區將軍澳調景嶺的港鐵上蓋私人豪宅屋苑，共設9座大廈，單位總數為3,775伙，住戶經地鐵直接駁出口抵達屋苑，第一期於2006年6月入伙，第二期於2007年10月入伙。物業發展商為長江實業、南豐集團及地鐵公司（現稱港鐵公司），兩期的承建商分別為安保工程及保華建業集團。第一期設4座大廈，共1,679個單位；第二期則有5座大廈，共2,096伙。部份大廈採用風車型旋轉式設計，使每戶享有開揚景觀，戶戶設有寬敞環保露台。

## 會所
屋苑設全港其中一個面積最大的私人屋苑會所「Club Metro」，備各種大型設施，佔地34萬呎，設70項文娛康樂設施、逾16萬呎特色園林「威尼斯花園」、6千多呎親子種稙場、威尼斯水上皇宮（50米戶外泳池、25米室內泳池）、高溫瑜伽練習室、鐳射手槍射擊場、水療香薰按摩室、健身室、紅寶石公主宴會廳、藍寶石王子宴會廳。其他設施包括閱讀室、圖書館、桌球室、保齡球場、乒乓球枱等。而安徒生兒童王國「Club Kid Andersen」，佔地逾9萬呎，設20多項戶內設施，包括「親親火車頭」兒童遊樂場、小畫家樂園、莫札特音樂天地、國家地理世界及才藝工作坊。
私人物業都會駅會所曾經在香港康樂管理協會舉辦的「2015年度住宅會所管理大獎（页面存档备份，存于）」比賽中獲得表揚，都會駅會所在18隊的參賽隊伍中脫穎而出，榮獲類別二（住宅單位數目為1,000伙以上）組別銀獎。這項比賽旨在表揚傑出會所設施管理，並鼓勵持續改善會所設施和強化管理工作。

## 商場

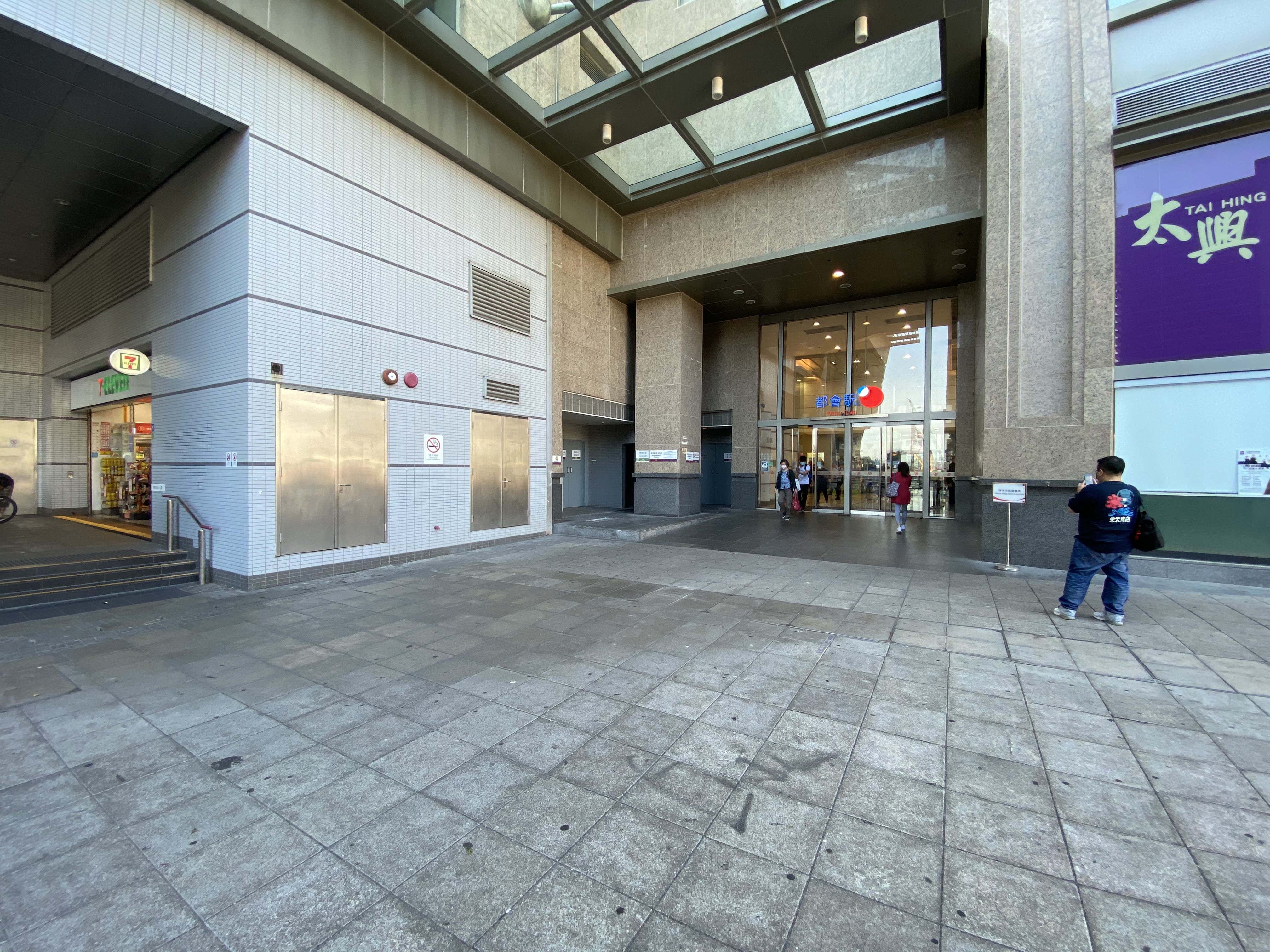
都會駅商場地下出入口

基座附設佔地180822平方呎小型商場，樓高3層，共有101個租户和74個車位，是區內主要購物商場之一。 地下以地產代理和小食店為主，而2樓主要租戶包括fusion超級市場、屈臣氏、大昌食品、日本城、Châteraisé、美心西餅、聖安娜餅屋、山崎麵包、貢茶、唐記包點、元氣壽司、一碗肉燥、優品360、莎莎國際、千年店、中國人壽、大快活、金記冰室、多間教育中心、時裝店、美容中心和銀行等。
2009年，置富產業信託向長江實業購入都會駅商場。而2011年3月曾發生住戶對商場管理不滿，而在商場內遊行，抗議商場業主管理不善。包括商場衞生欠佳，地磚經常破裂和在地下商場主要通道出租做貢茶攤位及格仔舖。

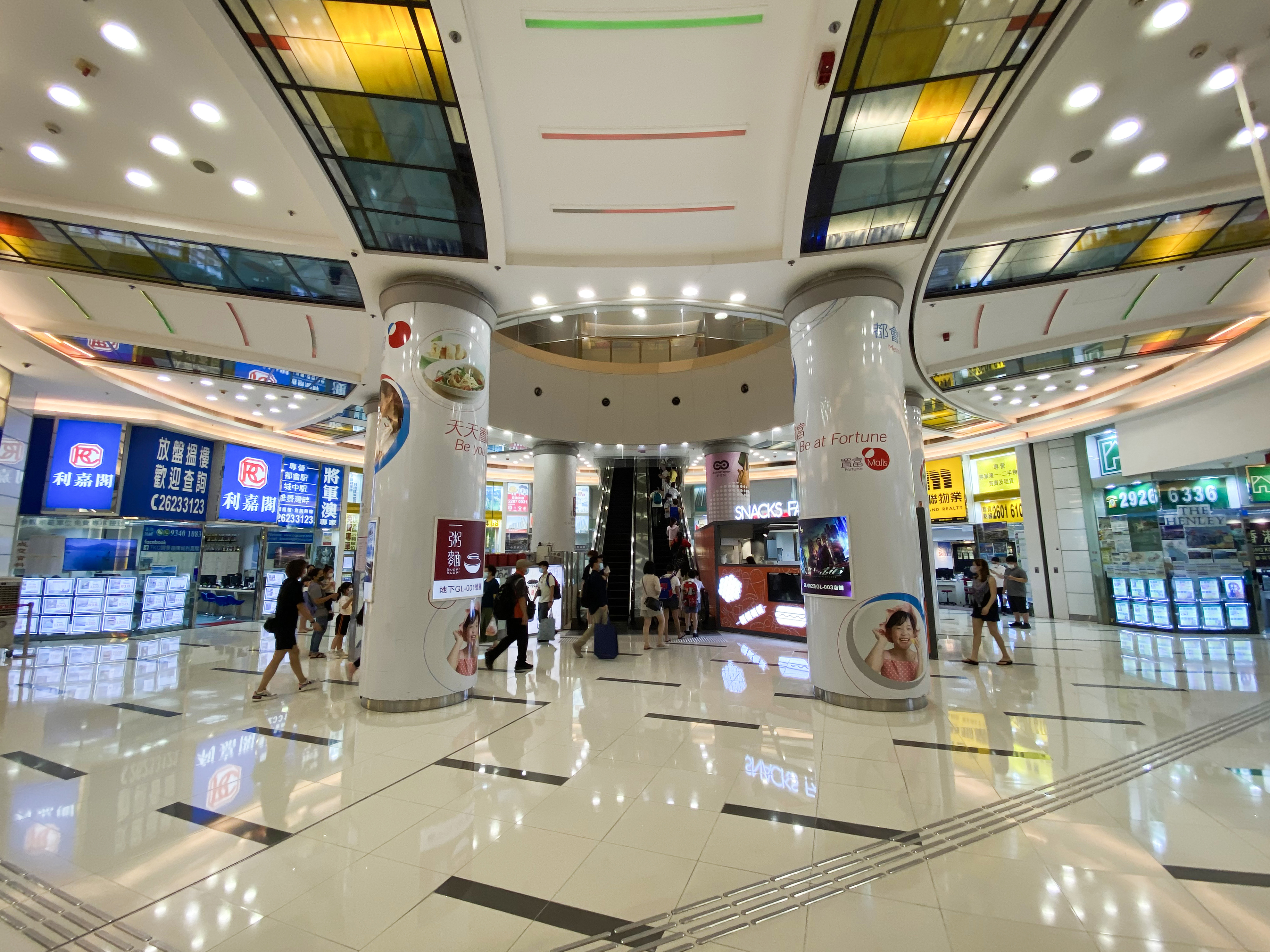
都會駅商場地下西南面
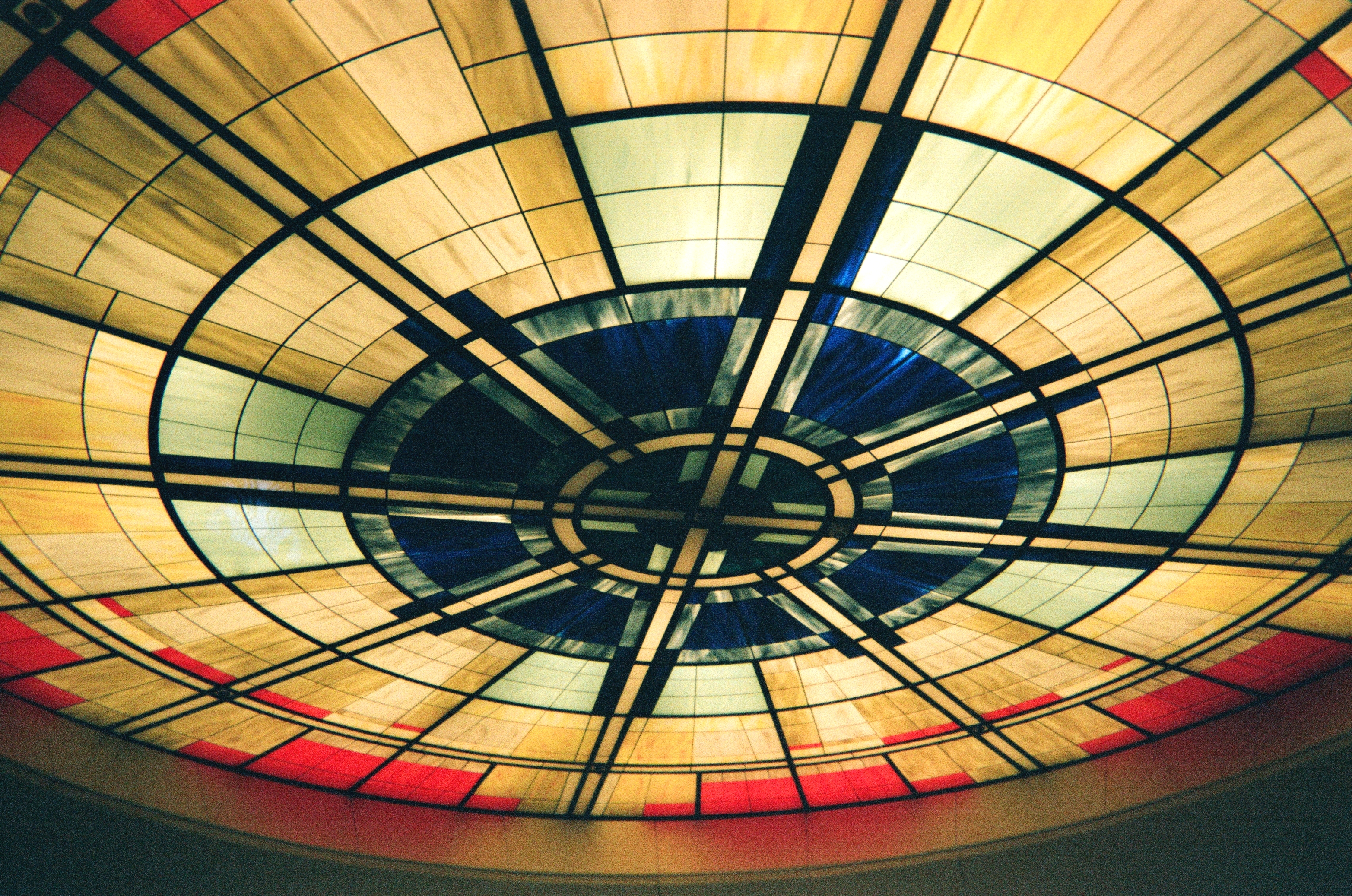
都會駅商場地下西南面的特色天花
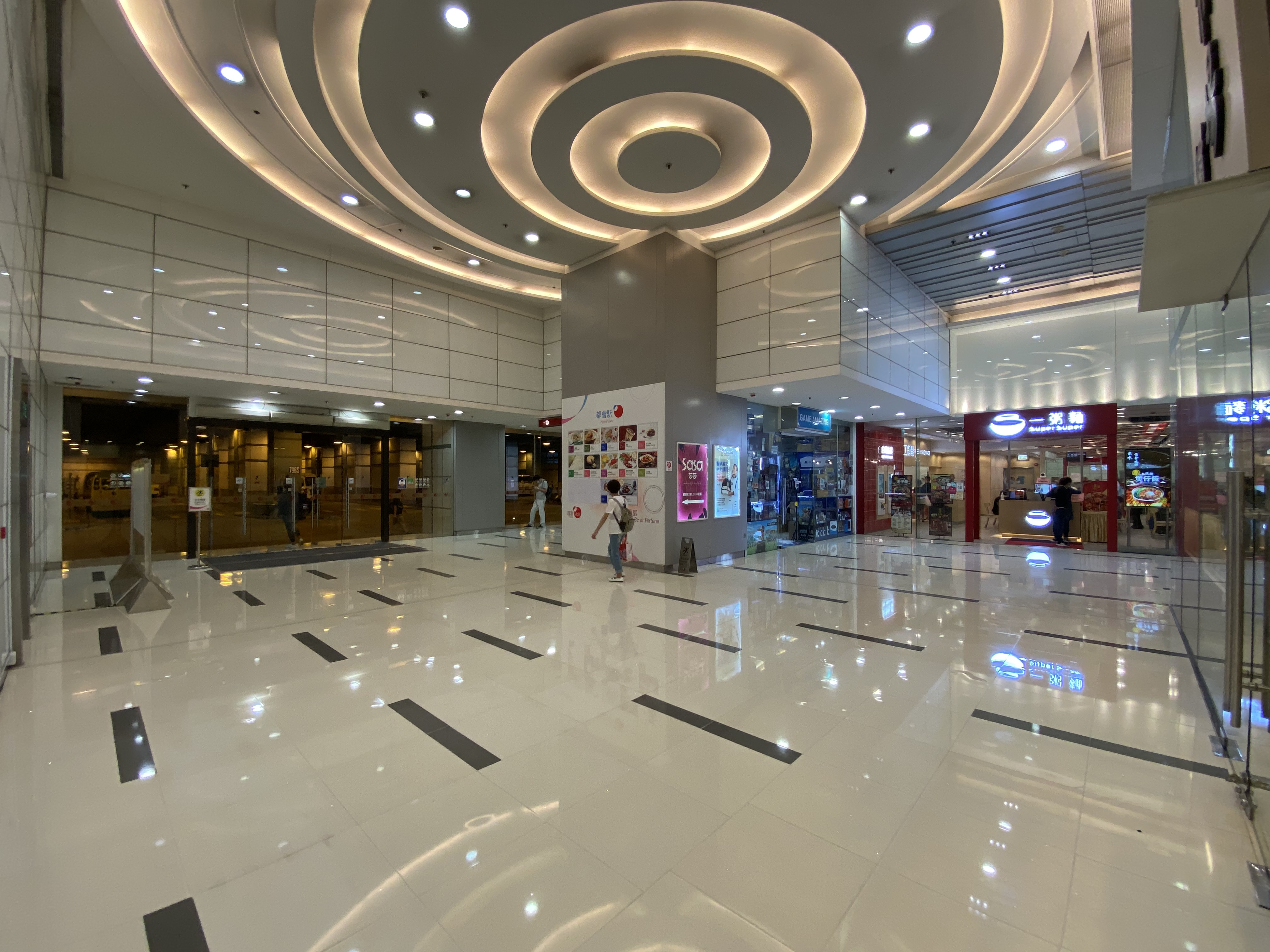
都會駅商場地下東北面
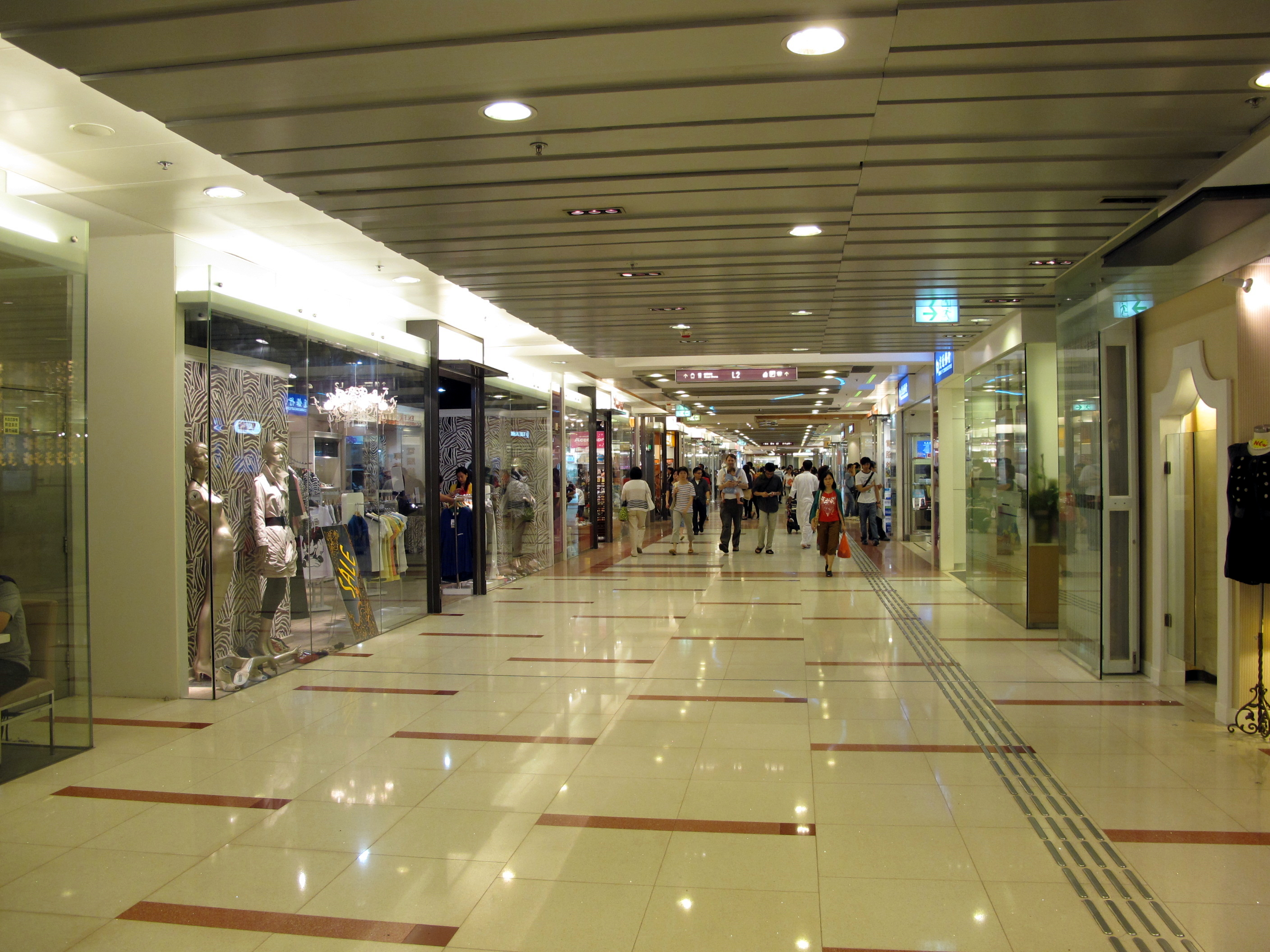
商場2樓南面通道
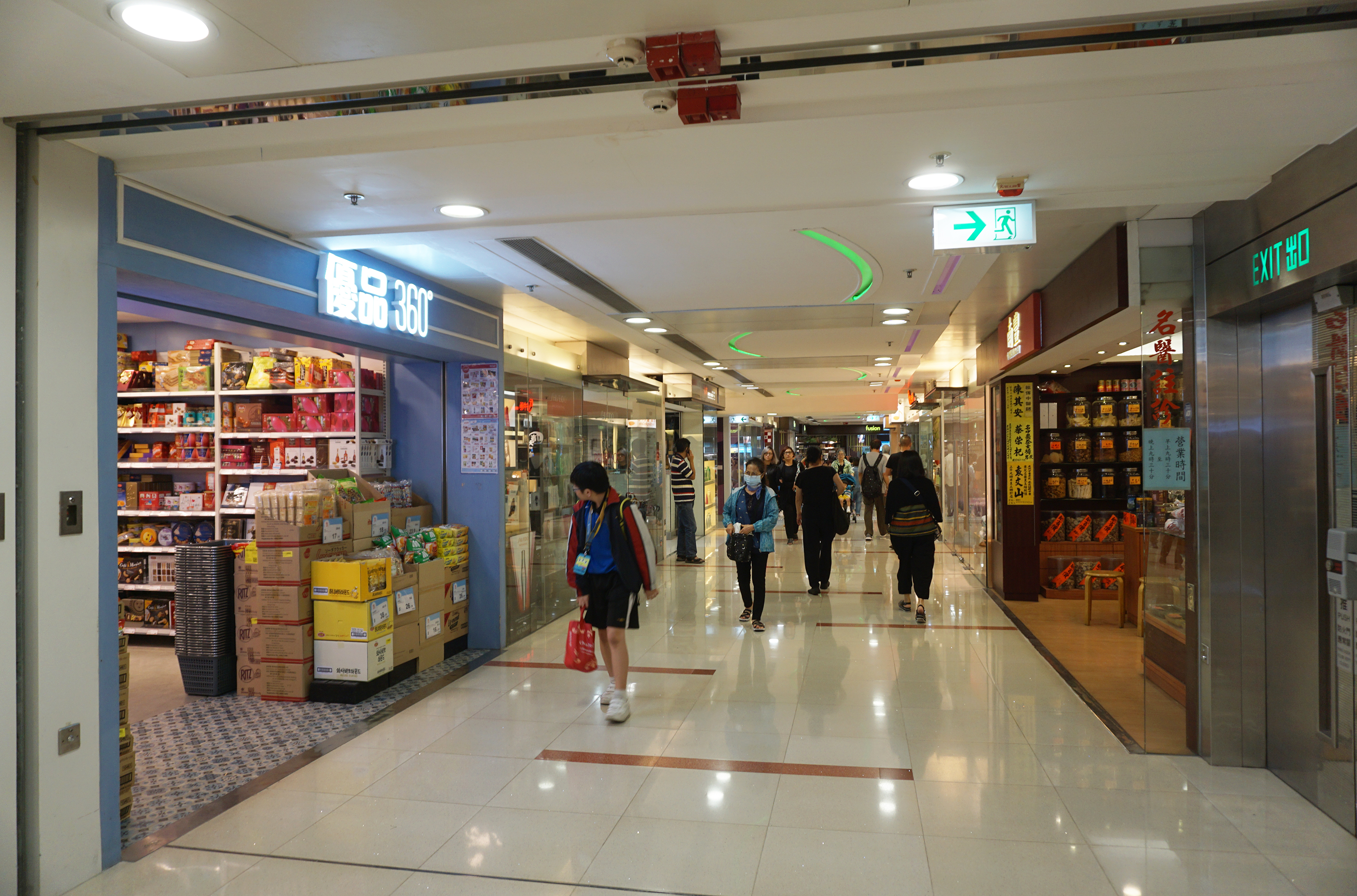
都會駅商場2樓北面通道
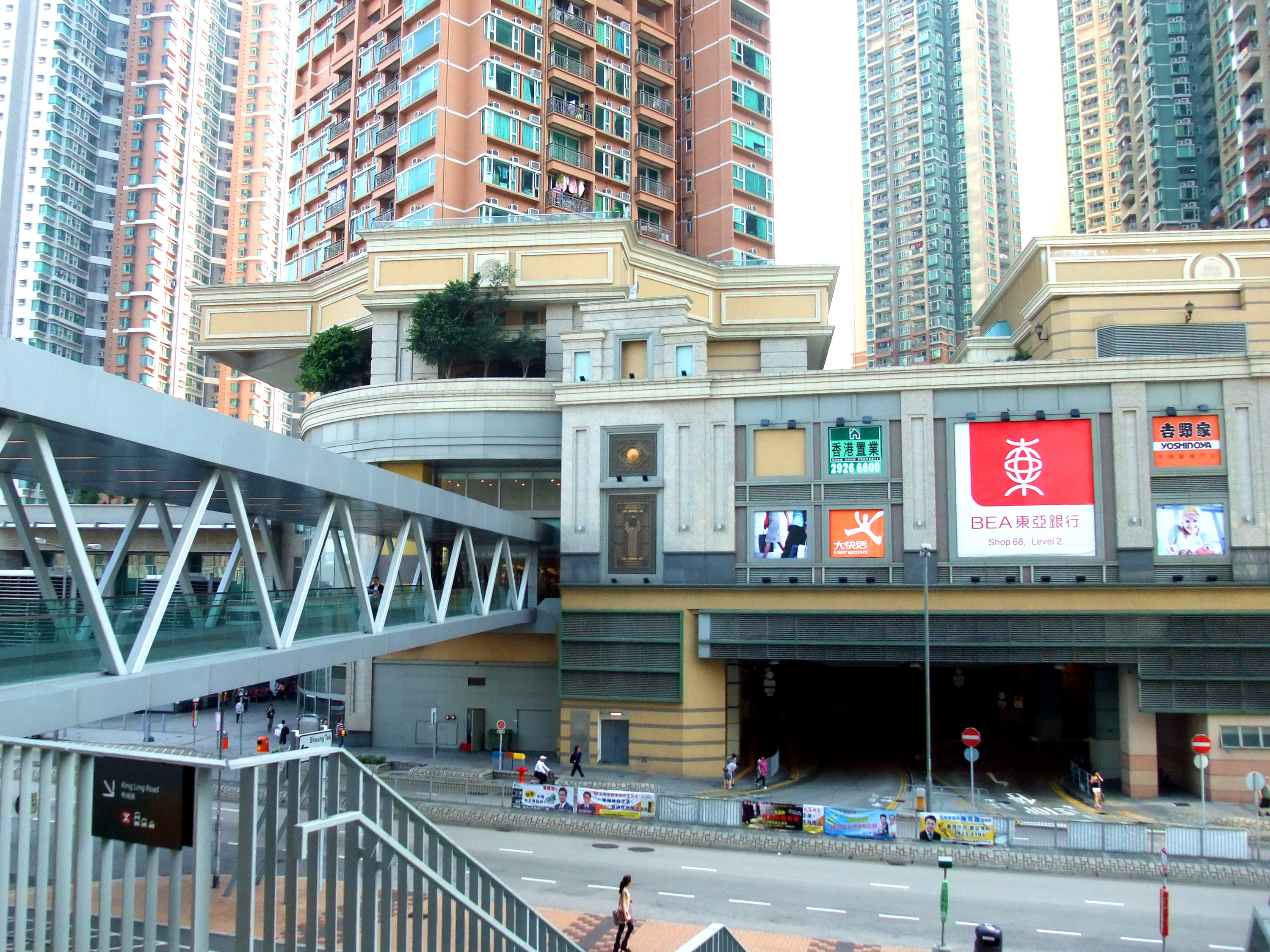
位於都會駅商場下方的調景嶺站公共運輸交匯處出入口，左方是連接到香港知專設計學院的行人天橋
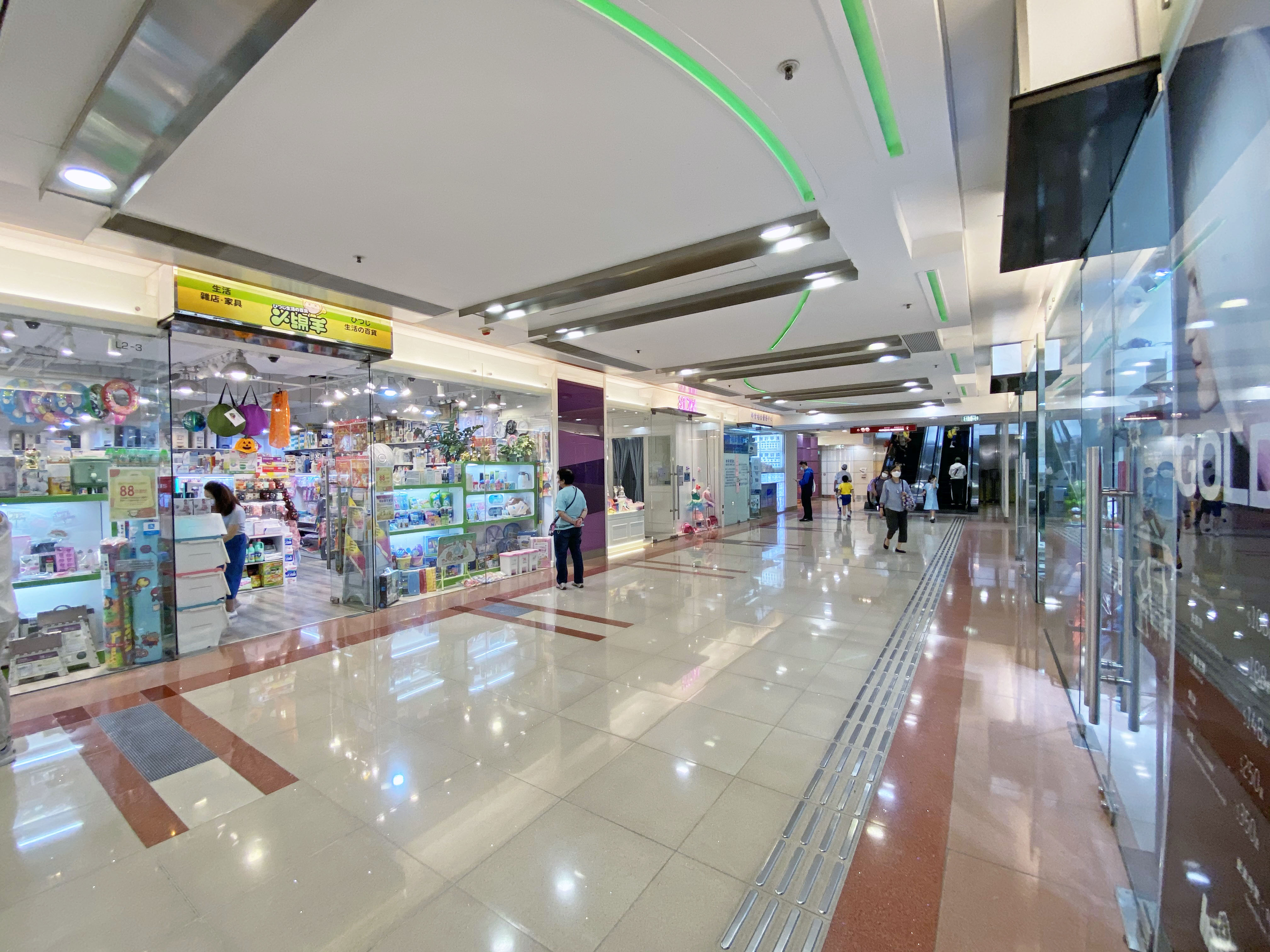
都會駅商場往善明邨通道
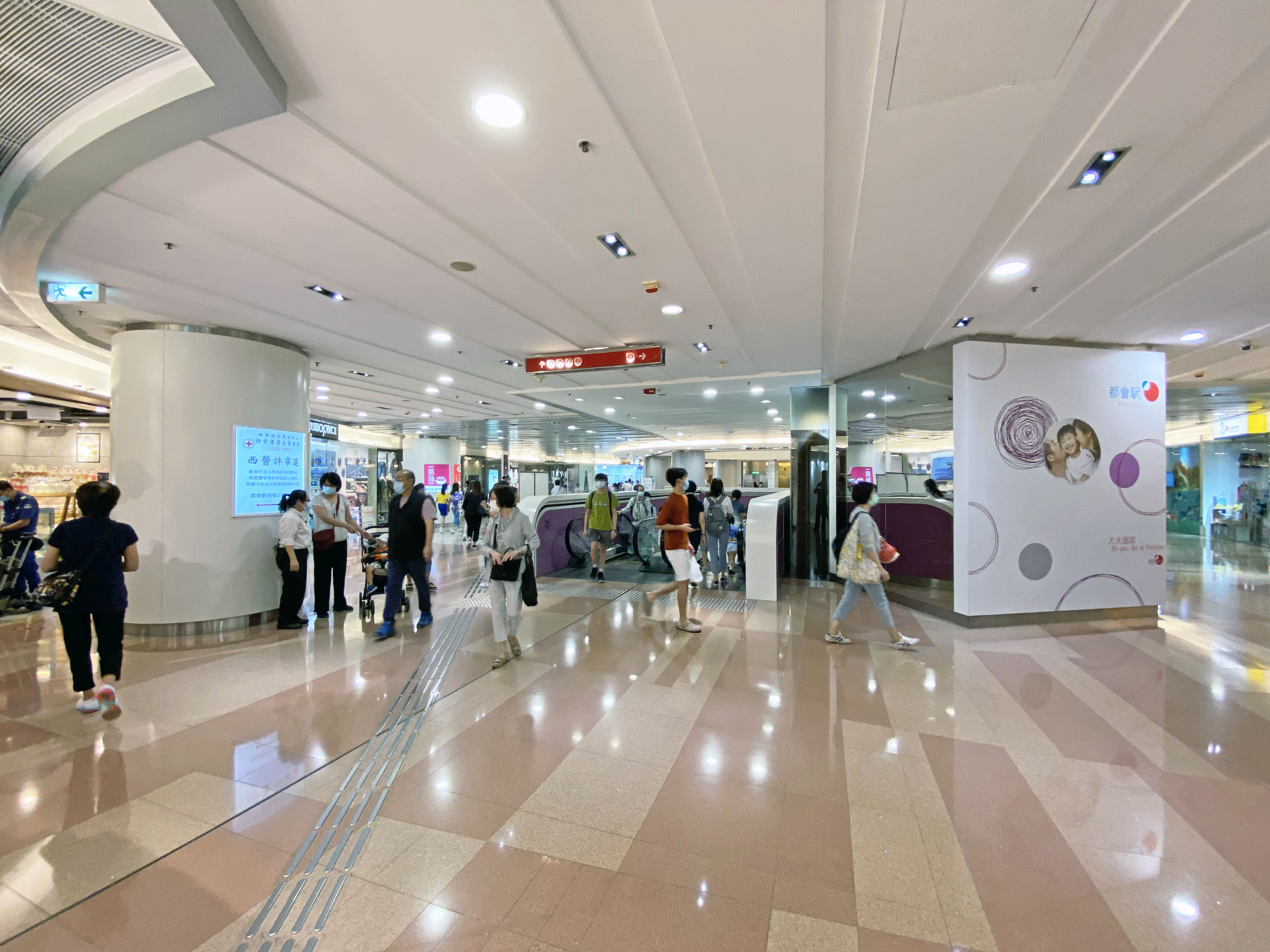
都會駅商場往港鐵站通道
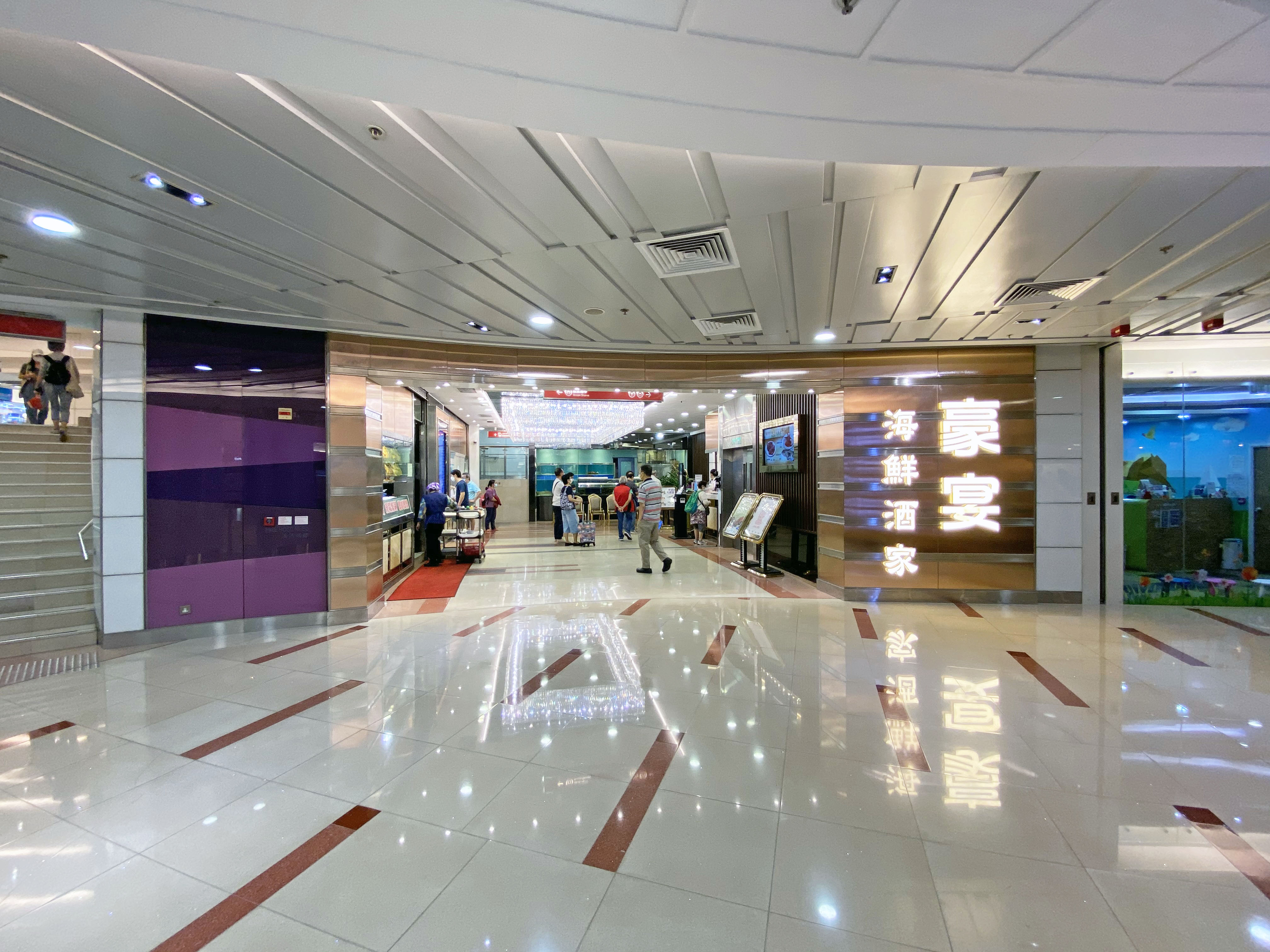
都會駅商場豪宴海鮮酒家
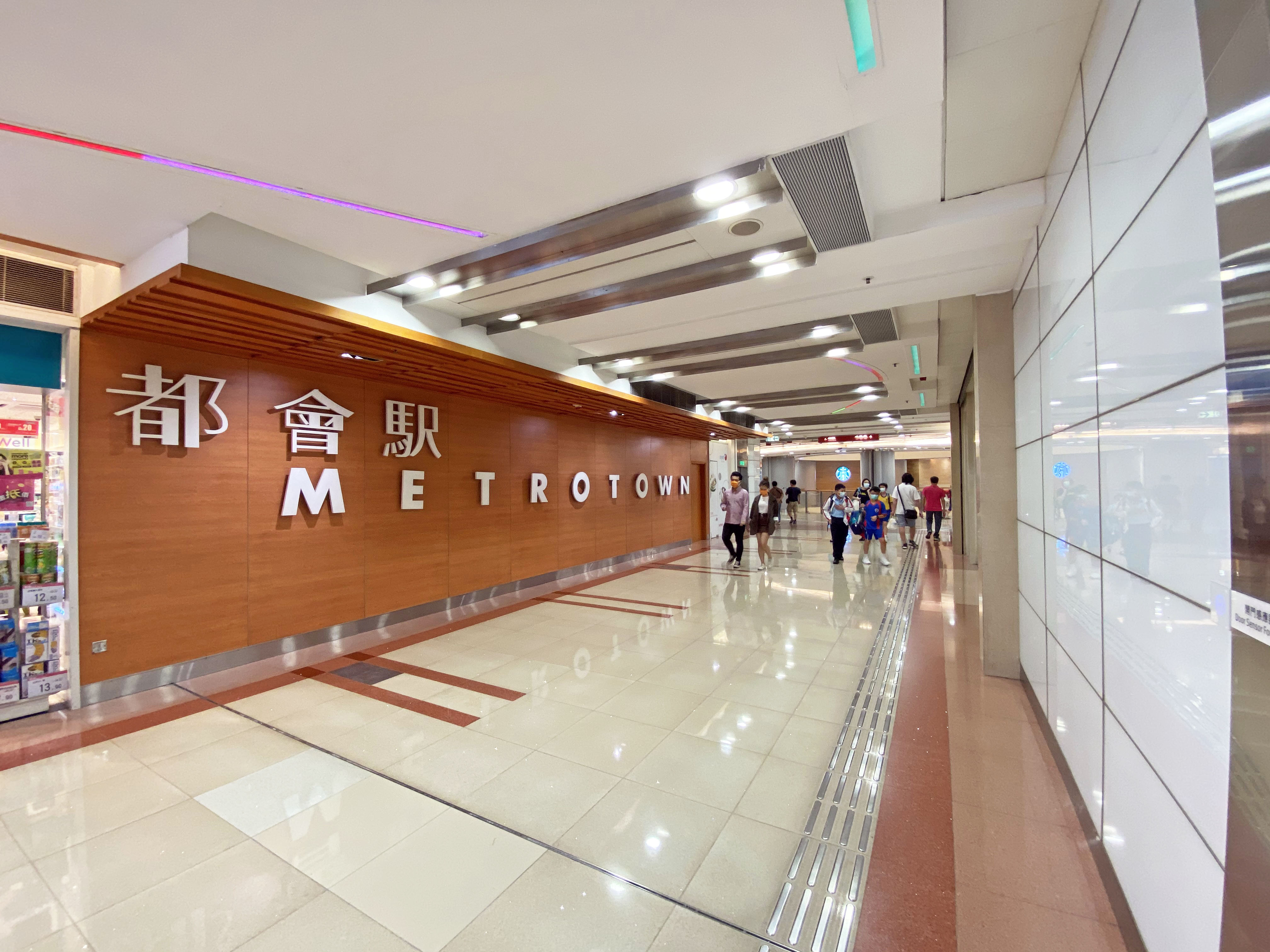
都會駅商場二樓行人通道
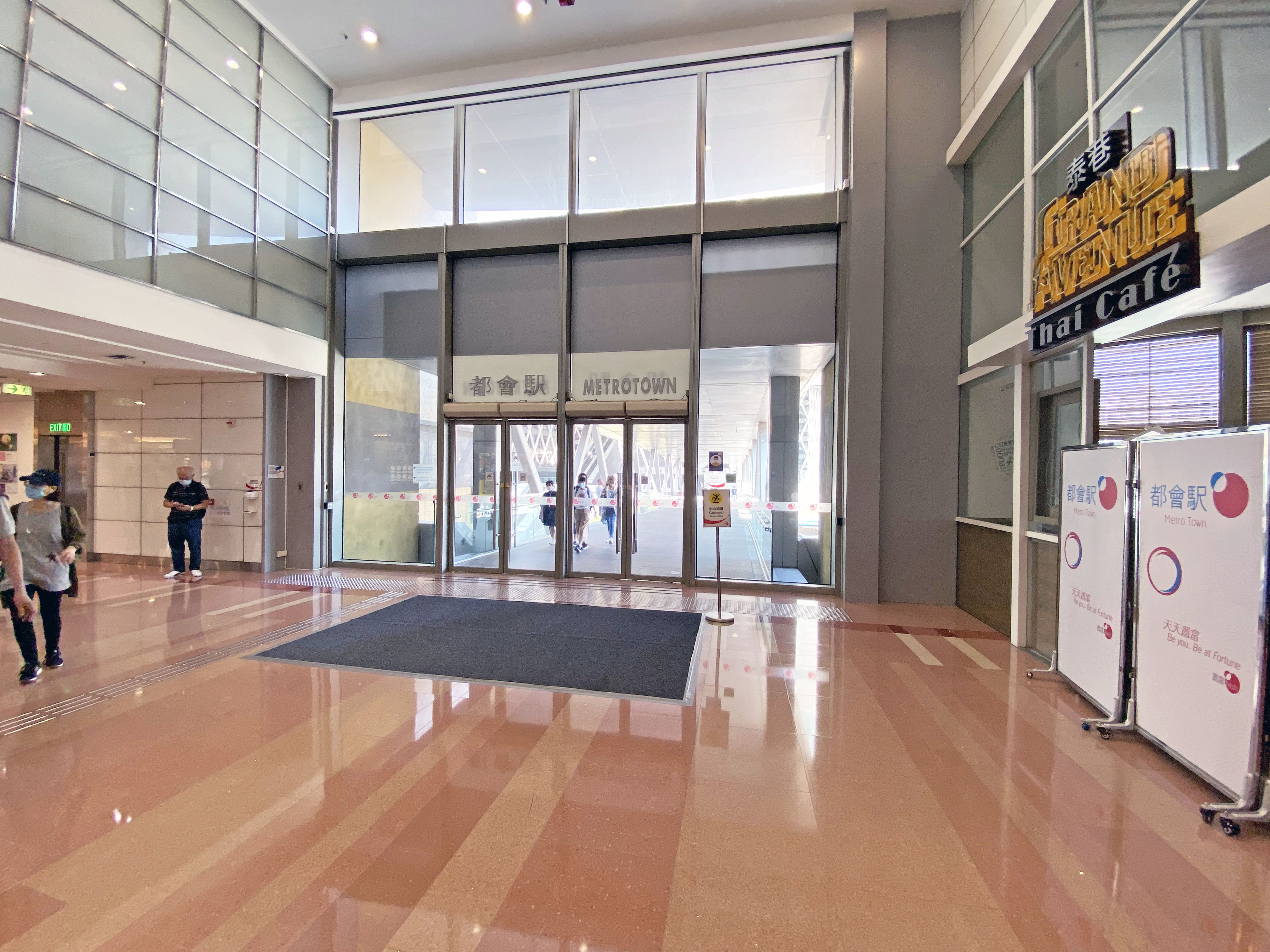
都會駅商場往香港知專設計學院通道
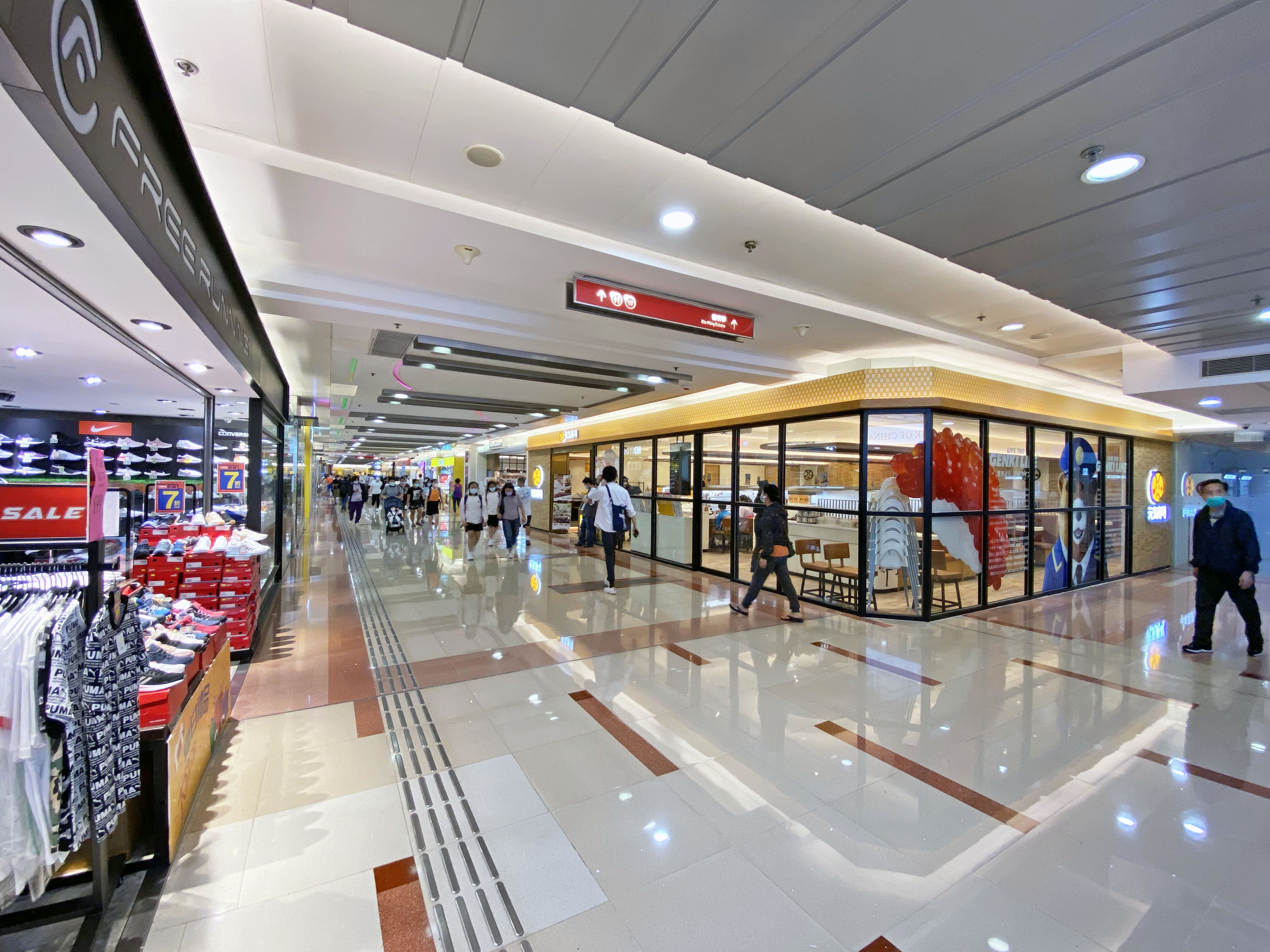
都會駅商場美心西餅與元氣壽司分店
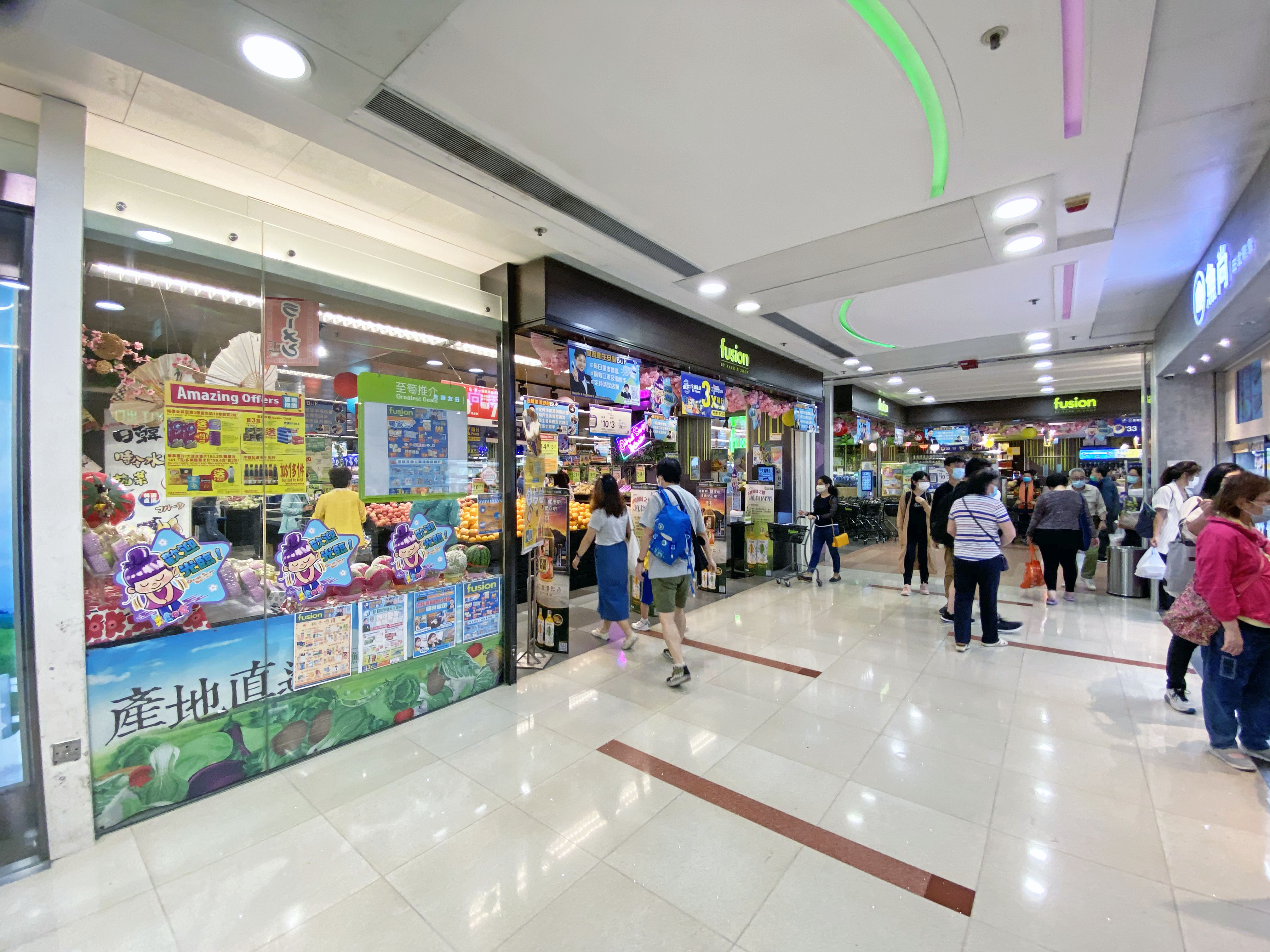
都會駅商場百佳旗下FUSION分店
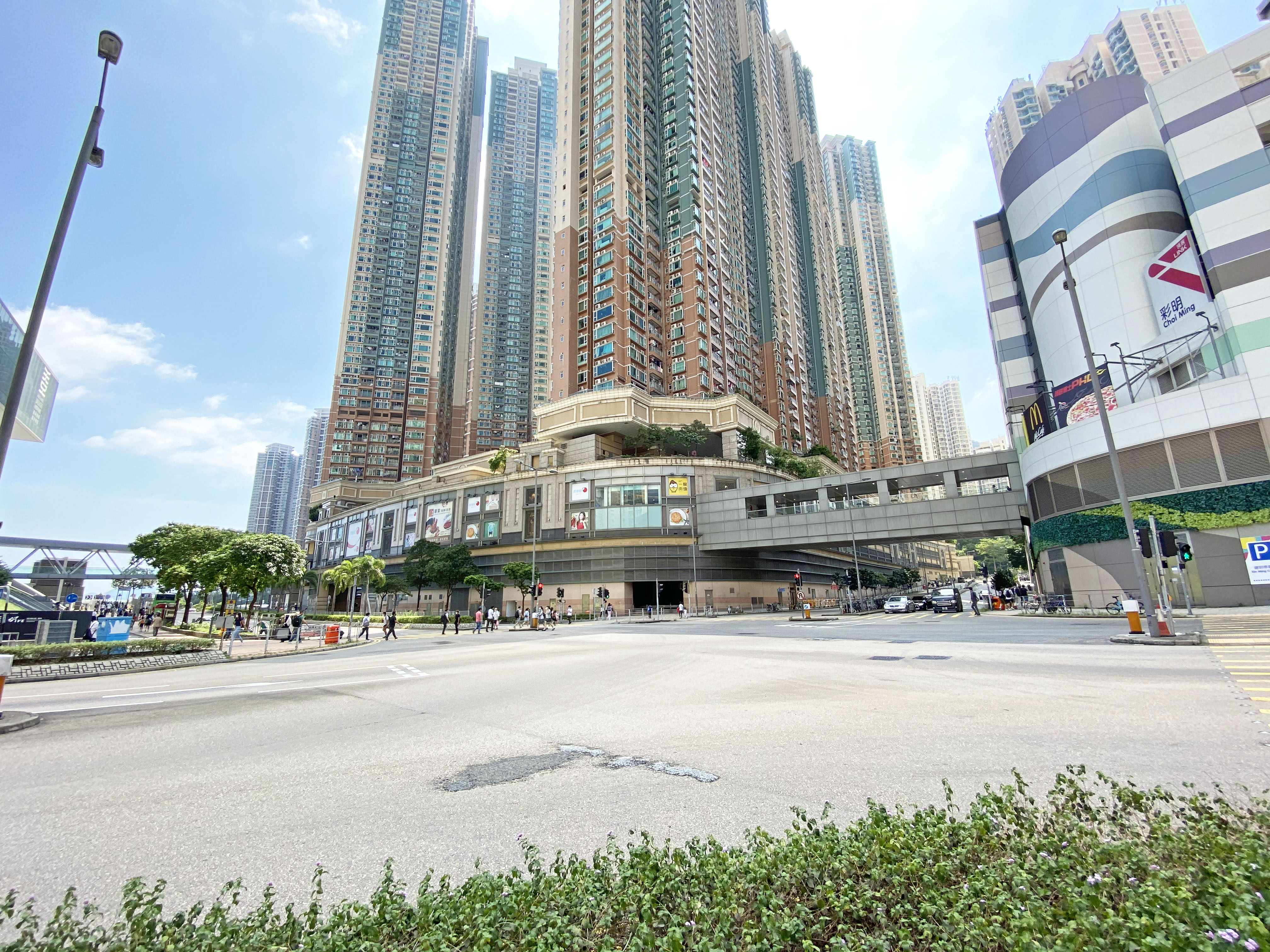
都會駅商場外觀，上方是住宅物業

## 鄰近
附近有港鐵調景嶺站之外，還有維景灣畔、藍塘海峽、照鏡環山、景嶺路、彩明街、翠嶺路等。
- 維景灣畔
- 香港知專設計學院及香港專業教育學院（李惠利）
- 健明邨
- 善明邨
- 彩明苑
- 真道書院
- 明愛白英奇專業學校
- 聖方濟各大學

## 途經的公共交通服務
都會駅位處市區地鐵兩綫交匯，設有全天候直駁地鐵通道，1分鐘往返屋苑。8分鐘直抵港島區，前往中環或尖沙咀約20分鐘。

## 爭議

### 名稱
「駅」為日文新字體，等同「驛」字，粵語讀作：jik6，日語中可以解作「車站」意思，所以有人把「駅」誤讀成「站」。

### 有關交通配套的不實廣告陳述
在2005年都會駅未建成尚為樓花之時，發展商在電視廣告特意不提及樓盤位處調景嶺，只強調項目位於「市區地鐵兩線匯點」，從其廣告片段所見，尖沙咀站和金鐘站以「兩線」連接都會駅，但事實上毗鄰都會駅的調景嶺站只隸屬於觀塘線及將軍澳線（如要前往尖沙咀或金鐘站均須要轉線換乘才能抵達，經觀塘線到旺角站轉乘荃灣線往尖沙咀站區間共16站，經將軍澳線到北角站轉乘港島線區間也共有9站），並非如廣告地圖所示以及旁白所述，可見此廣告的陳述極具誤導性。

## 事件

### 商場被反修例示威者破壞
2019年10月4日，在調景嶺都會駅商場，多間「藍店」店舖包括美心西餅、星巴克、元氣壽司、吉野家及優品360被反修例示威者破壞，推翻枱椅及以噴漆寫上「垃圾」字句。其中美心西餅的西餅凍櫃，被扑爆玻璃。

## 資料來源
1. 1 2  . 中原地產.   [2015-11-22]. （原始内容存档于2015-11-22）.（繁體中文）
2. 1 2  . 中原地產.   [2015-11-22]. （原始内容存档于2015-11-22）.（繁體中文）
3. ↑  黃偉駿. . 蘋果日報. 2020-03-06  [2020-03-03]. （原始内容存档于2020-03-03）.
4. ↑  .   [2016-11-03]. （原始内容存档于2016-09-18）.
5. ↑  .   [2012-05-15]. （原始内容存档于2016-09-28）.
6. ↑  . 東網.   [2019-10-05]. （原始内容存档于2019-10-12）.

## 外部連結
- 都會駅 METROTOWN 官方網站